# Classe Queen Elizabeth (porte-avions)
Pour les autres classes de navires du même nom, voir Classe Queen Elizabeth.
La classe Queen Elizabeth est une classe de deux porte-aéronefs de la Royal Navy, construits par VT Group et BAe Systems sur un design de Thales. La commande des deux bâtiments, le HMS Queen Elizabeth et le HMS Prince of Wales, est signée le 2 juillet 2008 pour un montant de 3,775 milliards d'euros . Le coût total du programme est finalement estimé à 6,2 milliards d'euros.
Le premier navire a été lancé le 26 juin 2017, le second le 21 décembre 2017. Ils prennent la suite des trois porte-aéronefs de classe Invincible désarmés avant la mise en service du HMS Queen Elizabeth, la Royal Navy restant sans porte-aéronefs pendant plusieurs années.

## Caractéristiques

Cette nouvelle classe de porte-aéronefs construite par BVT Surface Fleet en plusieurs blocs sur divers chantiers en Grande-Bretagne sous la direction du Aircraft Carrier Alliance réunissant Thales UK, BAE Systems et Babcock, doit remplacer les porte-aéronefs de classe Invincible : HMS Invincible, HMS Illustrious et HMS Ark Royal. La taille modeste de la classe Invincible — 22 000 tonnes — ne permettait pas l'emport d'un groupe important d'avions de combat. Ainsi en remplacement des trois porte-aéronefs légers, il a été décidé en 1998 la construction de deux porte-aéronefs plus lourds.
La Royal Navy l'avait initialement prévu, à l'image de la classe Invincible, sans catapulte pour embarquer, outre des hélicoptères, des avions à décollage court et atterrissage vertical (STOVL). Puis par souci d'économie et d'interopérabilité, il fut décidé en 2010 qu'il serait un vrai porte-avions, équipé CATOBAR, c'est-à-dire sans tremplin mais avec catapultes, brins d'arrêt et piste oblique, et devait accueillir des F-35C à décollage conventionnel. Mais les coûts de conversion de cette configuration ont finalement conduit le gouvernement britannique à revoir une fois de plus son choix, Philip Hammond, le ministre de la Défense confirma en mai 2012 que le Royaume-Uni choisirait finalement le projet initial en configuration STOVL. Devant la faiblesse de la flotte prévue de F-35B destinés à la Fleet Air Arm, il est prévu en 2015 que ceux du United States Marine Corps opèrent régulièrement depuis ces navires.
Longs de 284 mètres (932 pieds) pour un déplacement de 65 000 tonnes en charge, ces navires sont les plus grands de l'histoire de la Royal Navy. La largeur de leur pont d'envol atteint 73 mètres (239 pieds), sa superficie est de 16 000 m2, alors que leur hauteur, de la quille à la pomme du mât, est de 56 mètres. Ils sont dimensionnés pour accueillir jusqu'à 40 aéronefs, mais le First Sea Lord Jones déclare « nous travaillons plutôt, aujourd'hui, sur un concept opérationnel basé sur 24 avions », ce qui correspond au format à deux flottilles de Rafale Marine habituellement embarquées sur le porte-avions français Charles de Gaulle, qui a lui aussi la capacité de monter à 36 avions en cas de besoin. Le nombre d'hélicoptères peut atteindre 14 hélicoptères Leonardo EH101 Merlin ou AgustaWestland AH Mk1 Apache.
72 sorties quotidiennes d'avions F-35B peuvent être effectuées, mais ce nombre peut temporairement être augmenté.
L'armement est constitué d'un système Phalanx pouvant tirer 3 000 coups par minute pour la défense contre les avions et les missiles, de canons de 30 mm et de mitrailleuses pour la défense asymétrique ; il n'y a pas de missiles installés pour l'autodéfense contre les missiles et aéronefs qui auraient franchi la bulle de protection des frégates du groupe aéronaval.

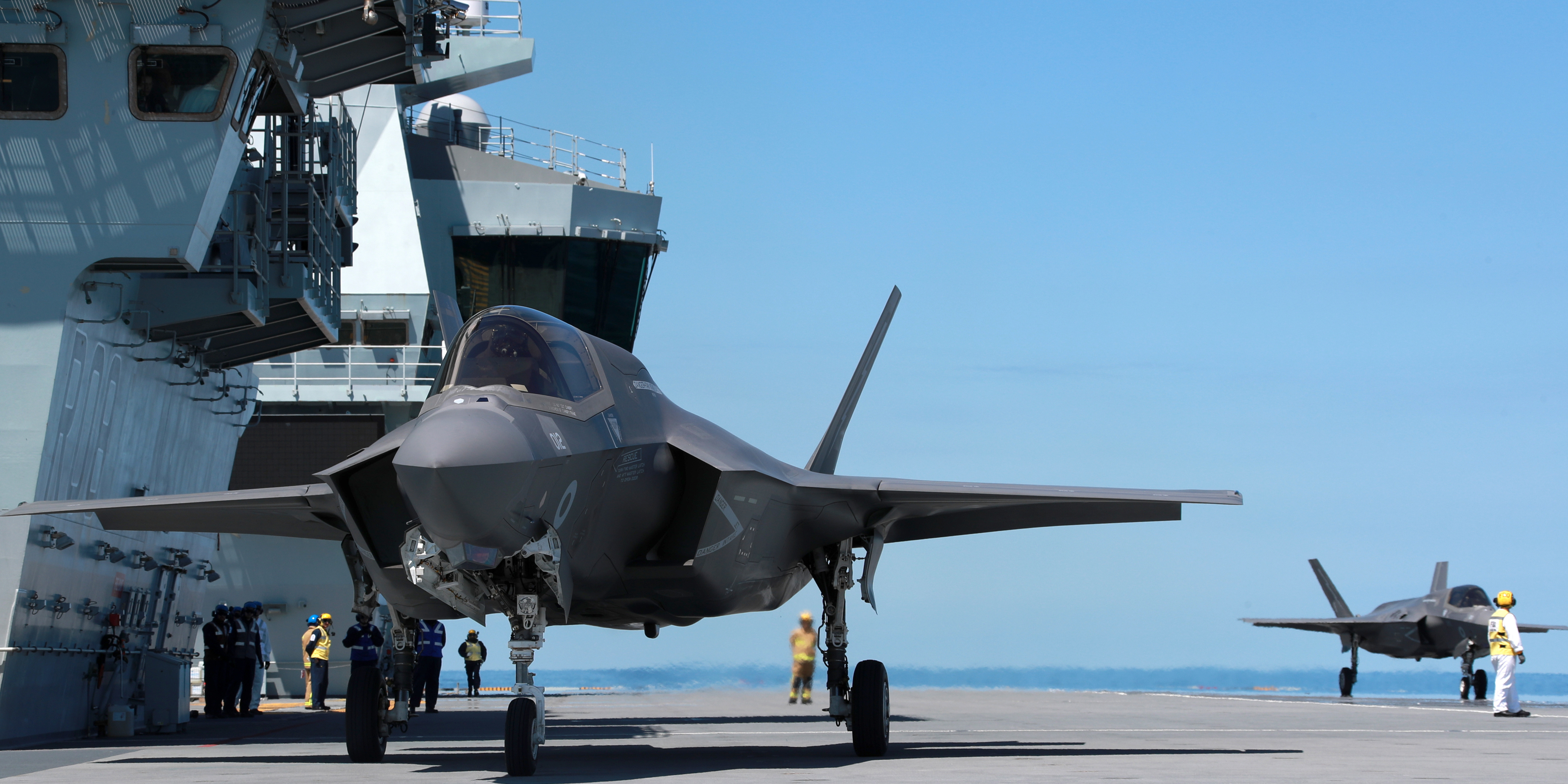
F-35B Lightning II sur le pont du HMS Queen Elizabeth.
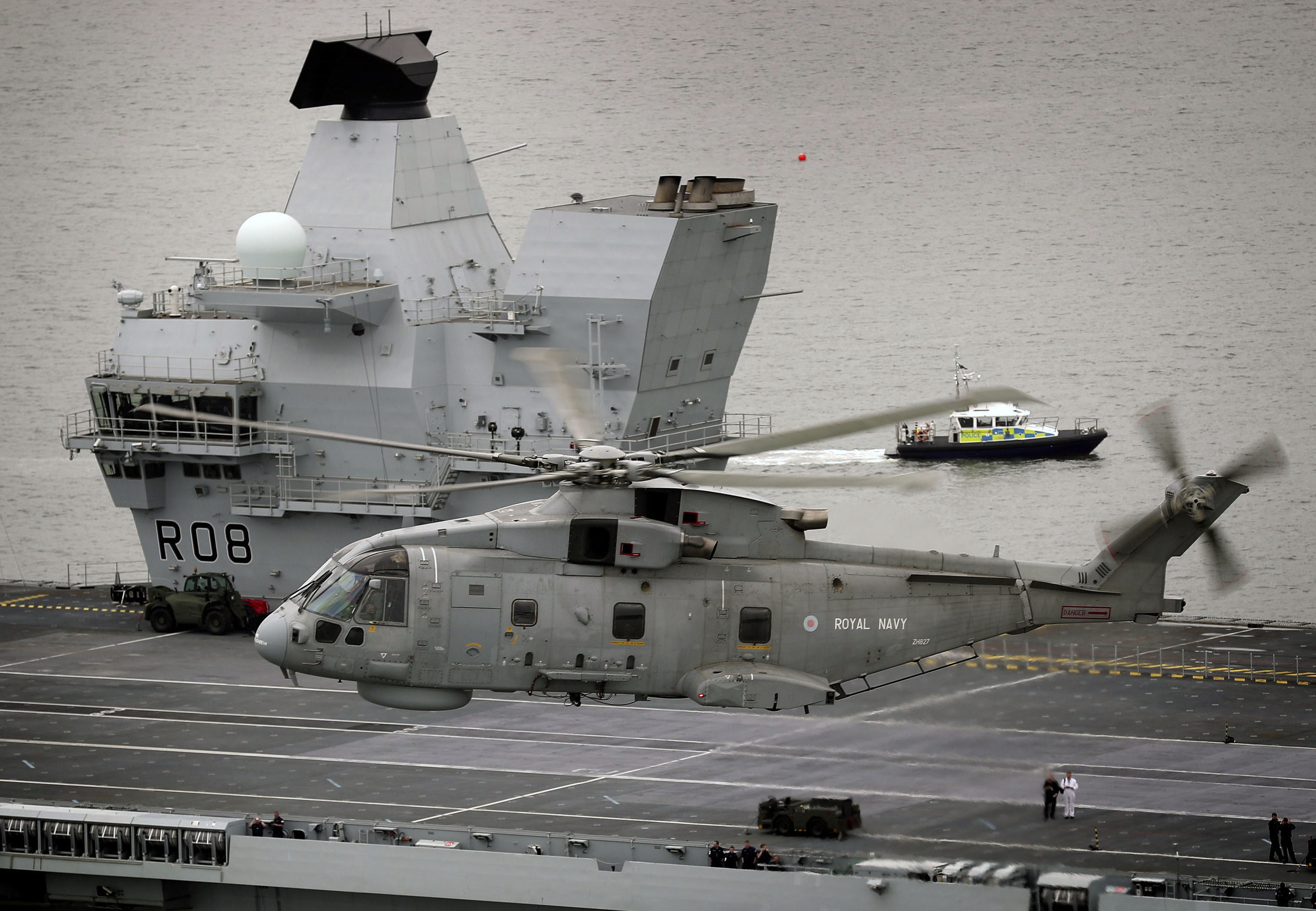
EH101 Merlin Mk2 volant près du HMS Queen Elizabeth.

## Construction

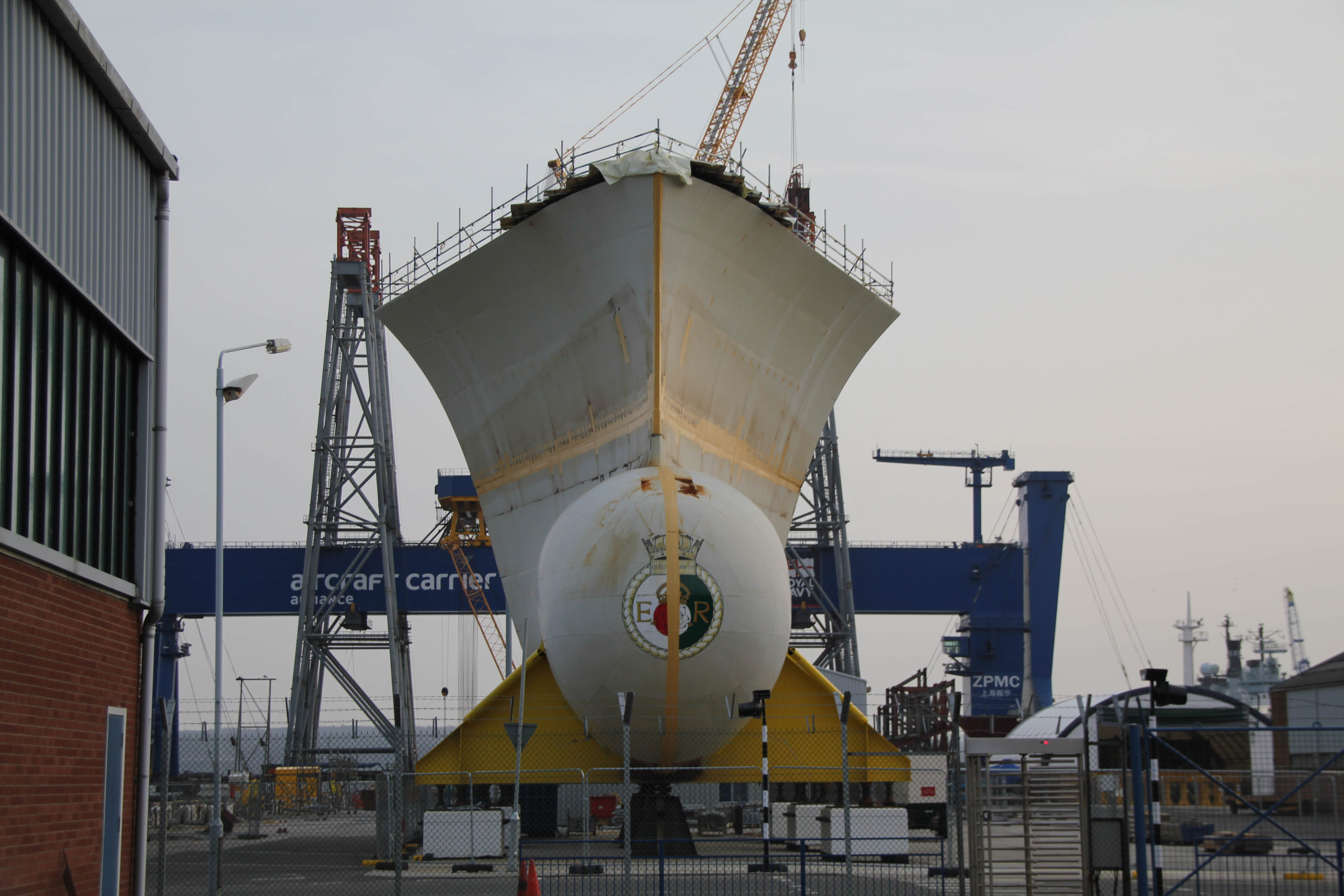
L'étrave du.

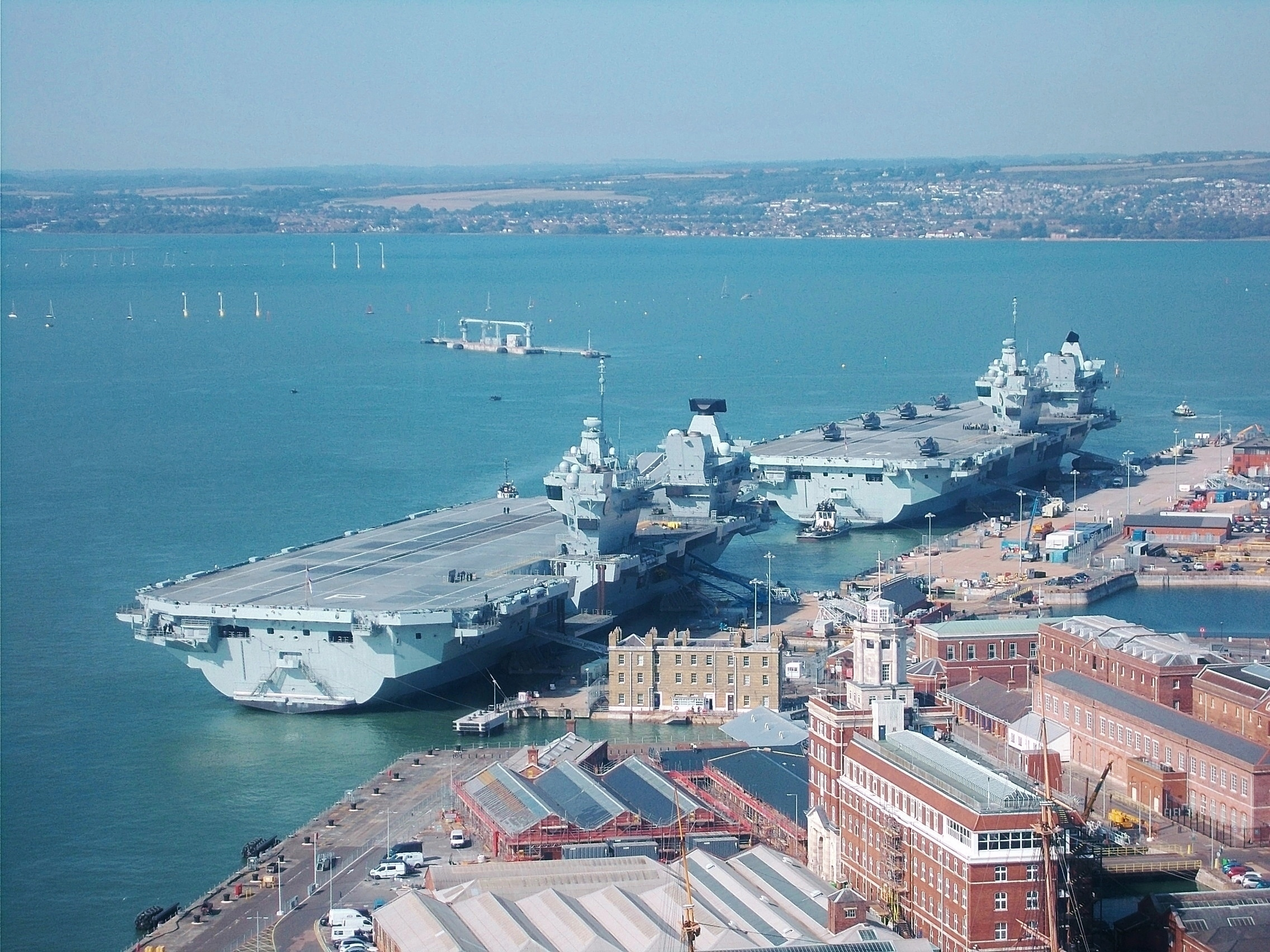
Vue du (au premier plan) et du HMS Queen Elizabeth depuis la Spinnaker Tower à Portsmouth, le 21 septembre 2020.

Le 7 juillet 2009, la première tôle du HMS Queen Elizabeth a été découpée au chantier Govan shipyard.
Le 12 avril 2010, l'étrave est terminée et transportée à Rosyth.
Début janvier 2010, 1,25 milliard d'euros sur les cinq milliards de livres sterling consacrés au programme ont déjà été dépensés.
Le 26 mai 2011, c'est au tour du HMS Prince of Wales de voir sa première tôle découpée.

### Sources
- (fr) Article du Monde
- (fr) « Le contrat des porte-avions britanniques notifié aux industriels », Mer et Marine, 7 juillet 2008